# Ernst Fiering
Ernst Heinrich Henry Fiering (* 21. September oder 13. September 1887; † 21. April oder 23. April 1945 in Neuengamme) war ein deutscher kommunistischer Widerstandskämpfer gegen den Nationalsozialismus und Opfer des Faschismus.

## Leben
Fiering erlernte nach dem Besuch der Volksschule den Beruf des Elektrikers. Seine Berufstätigkeit als Werftarbeiter übte er in der Hamburger Stülckenwerft aus. Er trat in die Kommunistische Partei Deutschlands (KPD) ein und engagierte sich gegen den aufkommenden Nationalsozialismus. Im Jahre 1926 gehörte er mit Otto Reimers, Karl Matzen und Karl Roche zu den Gründern eines Blocks antiautoritärer Revolutionäre, in dem sich Anarchosyndikalisten und Anarchisten verschiedener Prägung sammelten. Nach der Machtübertragung an die NSDAP 1933 nahm er Verbindung zur Widerstandsgruppe Bästlein-Jacob-Abshagen auf und bildete zusammen mit seiner Ehefrau Sophie Marie und mit dem Kollegen Franz Reetz eine Zelle des Widerstands, in der sie Zwangsarbeitern aus Osteuropa verschiedene Hilfe leisteten. Zwar wurden im Herbst 1942 zahlreiche Mitglieder der Bästlein-Gruppe verhaftet, die Eheleute Fiering setzten jedoch ihre illegale Tätigkeit fort, bis sie selber verhaftet und ausgelöscht wurden. Ernst Fiering und seine Ehefrau Marie Fiering verbrachte die Gestapo zusammen mit 69 anderen Männern und Frauen aus dem Widerstand nach dem KZ Neuengamme, wo sie ohne Gerichtsurteil gehenkt wurden.

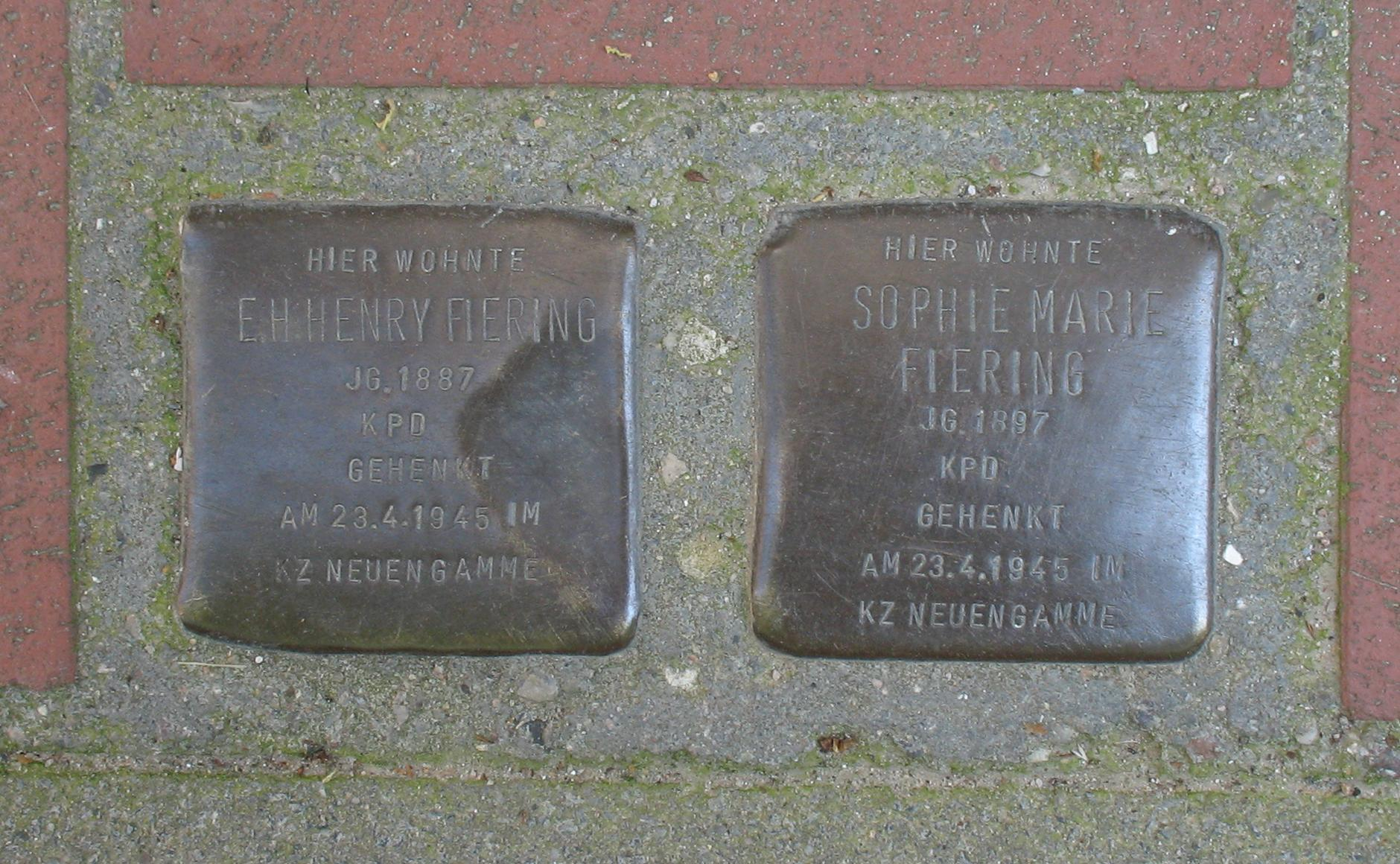
Stolpersteine in St. Georg

## Ehrung
- Vor ihrem Wohnhaus in St. Georgs Kirchhof 26 in Hamburg-Mitte wurden am 5. Februar 2002[3] für das Ehepaar Fiering von dem Aktionskünstler Gunter Demnig zu ihrer Erinnerung zwei Stolpersteine verlegt.